# Beruflicher Bachelor
Der berufliche Bachelor (lit. profesinis bakalauras) ist  eine staatliche Abschlussbezeichnung, seit 2007 ein Qualifikationsgrad in Litauen. Dieser wird einer Person verliehen, die ein  sequentielles nicht universitäres Studium an einer Hochschule abgeschlossen hat. Bis 2007 wurde  ein Diplom der Hochschulbildung nach einem beendeten Hochschulstudium-Programm ausgegeben und  eine berufliche Qualifikation verliehen.